# 科西亞河

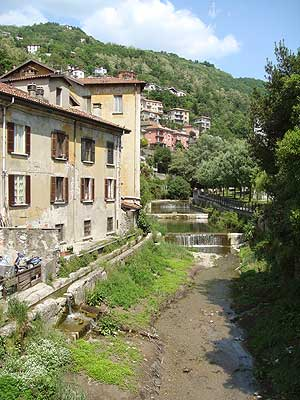

科西亞河是意大利的河流，位於該國北部倫巴底，河道全長16公里，最終在科莫注入科莫湖，河畔城鎮有阿爾貝塞孔卡薩諾和塔韋爾內廖。